# Emilio Valenciano

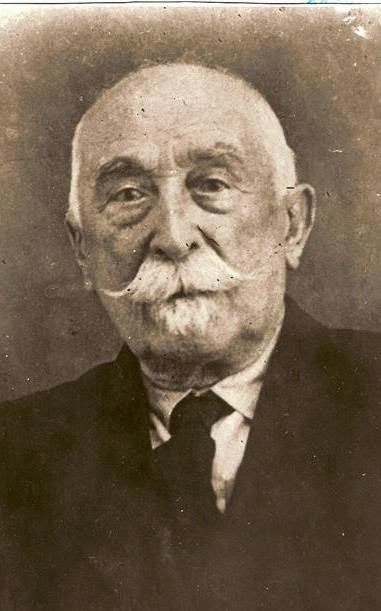
Emilio Valenciano

Emilio Valenciano Díaz (Olloniego, 15 de enero de 1851 - Olloniego, 10 de octubre de 1934) fue un abogado, militar y periodista carlista español, combatiente en la tercera guerra carlista y en la guerra de Filipinas, asesinado durante la Revolución de Asturias de 1934.

## Biografía
Emilio Valenciano Díaz nació en 1851 en Olloniego (Asturias) en el seno de una familia carlista. Cursó sus estudios primarios en casa de su abuelo, Antonio Díaz, que era escribano y notario. Entre 1860 y 1865 realizó el Bachillerato, tras lo cual estudiaría Derecho en la Universidad de Oviedo, licenciándose en 1870. El 24 de abril de 1872, una vez iniciada la tercera guerra carlista se incorporó voluntario a la partida de Viguri, que actuaría en Asturias pero sería apresada por las tropas gubernamentales al cabo de poco tiempo.

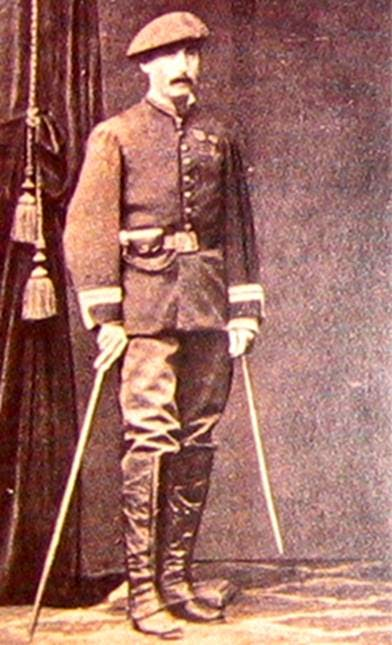
Emilio Valenciano durante la tercera guerra carlista (1872-1876)

Los integrantes de la partida serían condenados a 10 años de prisión en Cuba, pero Emilio y otros lograron escapar en un vapor, llegando a Marsella el 29 de junio de 1873. Posteriormente cruzaron nuevamente la frontera, reincorporándose en el Ejército del Norte. Emilio fue recibido por el reclamante Carlos María de Borbón y destinado a la Tercera Compañía del Primer Batallón de Álava, adquiriendo el grado de alférez. Participó en la Batalla de Montejurra, por la que sería condecorado. 
A principios de 1874 fue ascendido a teniente y tomó parte en el intento carlista de tomar Santander. Tras diversas batallas sería destinado nuevamente a Asturias, con el objetivo de lograr el levantamiento de la región. Regresaría más tarde a las Provincias Vascongadas, atravesando en febrero de 1876 la frontera con el ejército derrotado, después de haber sido ascendido a capitán.
En 1877 se acogió a la amnistía y regresó a España, estableciéndose en Madrid, donde ejercería de abogado. En 1880 viajaría a Filipinas, siendo fiscal, alcalde y capitán del ejército. Permanecería allí hasta la pérdida de los territorios de Ultramar en 1898, combatiendo en la guerra de Filipinas.
Emilio Valenciano y otros carlistas asturianos, según parece, elaboraron en 1899 en Oviedo un semanario titulado El Fusil, que incitaba al levantamiento carlista, por lo que fueron detenidos y encarcelados, aunque por breve tiempo. En 1908 pasó a dirigir en Oviedo el diario carlista Las Libertades, periódico que se publicaría hasta 1914. En 1924 Don Jaime lo nombra jefe de la Comunión Tradicionalista en Asturias.
Al estallar la Revolución de Asturias de 1934, fue apresado por los revolucionarios debido a su destacada militancia tradicionalista, a pesar de su muy avanzada edad. Desde su presidio escribiría a su familia: 

«No os aflijáis. Muero muy tranquilo porque es por haber cumplido con mi deber. Rogad a Dios por mí, pues tengo la seguridad de que moriré asesinado. Un fuerte abrazo a todos; ya sabéis que soy viejo y no había de vivir mucho tiempo. Adiós. Emilio.»

La noche del 10 de octubre fue llevado al cementerio, donde sería fusilado junto con el cura del pueblo. Murió vitoreando a Cristo Rey y a España.

## Obras
- Por mi causa y por mi Hogar. Memorias inéditas del Comandante de los Ejércitos de Carlos VII, D. Emilio Valenciano y Díaz (1934)[5]